# Markus Riva
Markus Riva (lettiska: Miķelis Ļaksa), född den 2 oktober 1986, är en lettisk musiker, producent och modell. 

## Biografi
Efter avslutade studier vid Rīgas Doma kora skola etablerade sig Riva som en betydande gestalt inom den lettiska musikscenen och underhållningsindustrin. Hans konstnärskap innefattar flera album, varav det förstnämnda, Ticu, såg dagens ljus 2009 och markerade början på hans karriär. Riva har även varit DJ vid radiostationen Capital FM samt värd för evenemang och programledare för TV-produktioner. Som en aktiv deltagare i Lettlands kulturella landskap komponerade han musik för en mängd olika TV-program.
Markus Rivas engagemang i Eurovision Song Contest-nationella urval, Supernova, har präglat av många framgångsrika deltaganden.  År 2014 deltog han med låten "Lights On" och avancerade till finalen, där han nådde en 10:e plats. 
År 2015 deltog han med "Take Me Down," och över åren har han fortsatt att kvalificera sig för finalen, med framstående prestationer år 2015 och 2018.
Riva blev utröstad i semifinalen 2016 och gick ej vidare från kvartsfinalen 2017. År 2018 nådde han emellertid finalen och placerade sig på en hedervärd 5:e plats.
Riva fortsatte sitt engagemang i Eurovision-urvalet och tog hem andraplatsen år 2019 med låten "You Make Me So Crazy." År 2020 deltog han med "Impossible" men misslyckades att kvalificera sig till finalen. År 2022 deltog Riva med "If You're Gonna Love Me" men nådde inte finalen.
År 2023 återvände Markus Riva till Eurovision-urvalet med låten "Forever" och kom på fjärde plats.